# パトリック・バンゴーア
パトリック・バンゴーア（Patrick Banggaard、1994年4月4日 - ）は、デンマーク・オデロプ出身の元プロサッカー選手。現役時代のポジションはDF。

## 経歴

### クラブ
ヴェイレBKのアカデミーで育成され、ヴェイレBKとコリングFCが合併して発足したVBコリングでプロデビュー。デビュー当初から既に高い評価を得ており、FCミッティランや1.FSVマインツ05が獲得に興味を示していた。
2013年1月、FCミッティランに移籍。移籍から一ヶ月後、伝染性単核球症を発症し一ヶ月間戦戦を離脱した。復帰後はすぐにレギュラーに定着し、31試合に出場した。
2017年1月、SVダルムシュタット98に移籍。
2018年1月31日、ローダJCにレンタル移籍した。
2019年6月7日、スナユスケ・フッボルトに4年契約で移籍した.。
2023年6月、現役引退を表明した。

### 代表
ユース年代のデンマーク代表歴がある。

## 代表歴
- デンマークU-16
- デンマークU-17
  - UEFA U-17欧州選手権2011
  - 2011 FIFA U-17ワールドカップ
- デンマークU-19
- デンマークU-20
- デンマークU-21
  - UEFA U-21欧州選手権2015
  - UEFA U-21欧州選手権2017